# Zhongtang, Dongguan
Zhongtang är en köping i sydöstra  Kina.  Den ligger i staden Dongguan i provinsen Guangdong, omkring 40 kilometer öster om provinshuvudstaden Guangzhou. Antalet invånare är 139 563. Befolkningen består av 62 805 kvinnor och 76 758 män. Barn under 15 år utgör 11,0 %, vuxna 15-64 år 83 %, och äldre över 65 år 5,0 %.